# Udalguri
Udalguri là một thị xã và là nơi đặt ủy ban khu vực thị xã (town area committee) của quận Darrang thuộc bang Assam, Ấn Độ.

## Địa lý
Udalguri có vị trí 26°46′B 92°08′Đ / 26,77°B 92,13°Đ Nó có độ cao trung bình là 180 mét (590 feet).

## Nhân khẩu
Theo điều tra dân số năm 2001 của Ấn Độ, Udalguri có dân số 14.893 người. Phái nam chiếm 52% tổng số dân và phái nữ chiếm 48%. Udalguri có tỷ lệ 74% biết đọc biết viết, cao hơn tỷ lệ trung bình toàn quốc là 59,5%: tỷ lệ cho phái nam là 80%, và tỷ lệ cho phái nữ là 67%. Tại Udalguri, 12% dân số nhỏ hơn 6 tuổi.